# Chasmina tibialis
Chasmina tibialis is een vlinder uit de familie uilen (Noctuidae). De wetenschappelijke naam van deze soort is voor het eerst geldig gepubliceerd in 1775 door Fabricius.
De soort komt voor in tropisch Afrika.